# Kostel svatého Bartoloměje (Červená)
Kostel svatého Bartoloměje je původně románský jednolodní kostel. Nachází se u chatové osady Červená II. na břehu Vltavy, vzdálené necelé dva kilometry od obce Vůsí (část obce Květov) v okrese Písek.
Vznik kostela je spojován se Zdislavou, matkou Jiřího Milevského. Před rokem 1190 byl na pravém vltavském břehu vystavěn kostel v románském slohu, který soudobé prameny označovaly jako Ruffa nebo Ecclesia Ruffa (Červený kostel). K roku 1251 je připomínán jako majetek premonstrátského kláštera v Milevsku. Kolem kostela postupně vznikla vesnice Červená.
Jedná se o jednolodní obdélníkovou stavbu s presbytářem sklenutým křížovou žebrovou klenbou.
Roku 1960 byl kvůli výstavbě orlické přehrady rozebrán a přenesen nad zátopovou čáru, čímž ztratil svůj románský charakter. Místo původní barokní zvonice stojí v současnosti u kostela pouze její replika.
Na hřbitově při kostele byl v roce 1937 pohřben bývalý zemský prezident Podkarpatské Rusi Antonín Rozsypal.

## Galerie

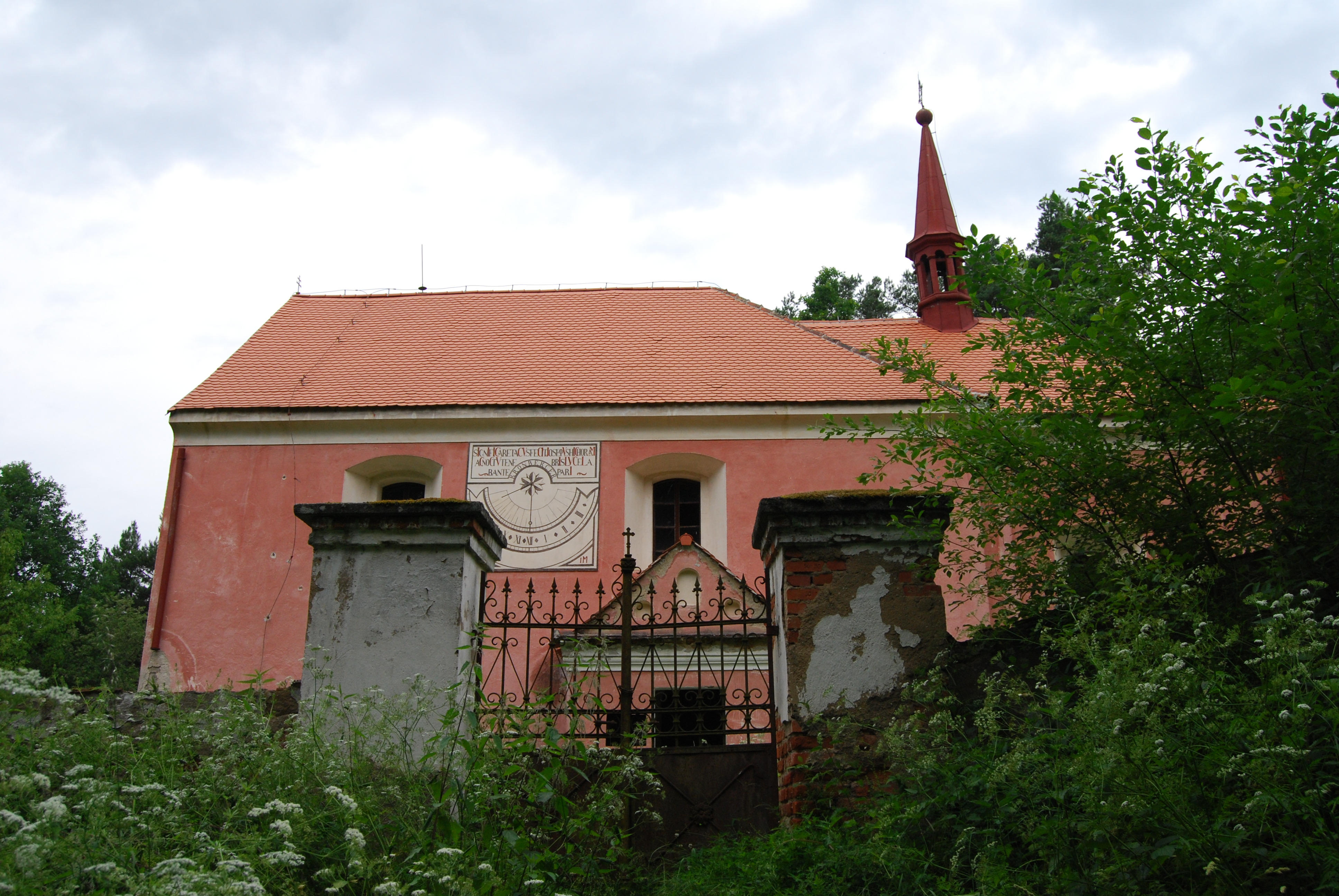
Pohled z jihu
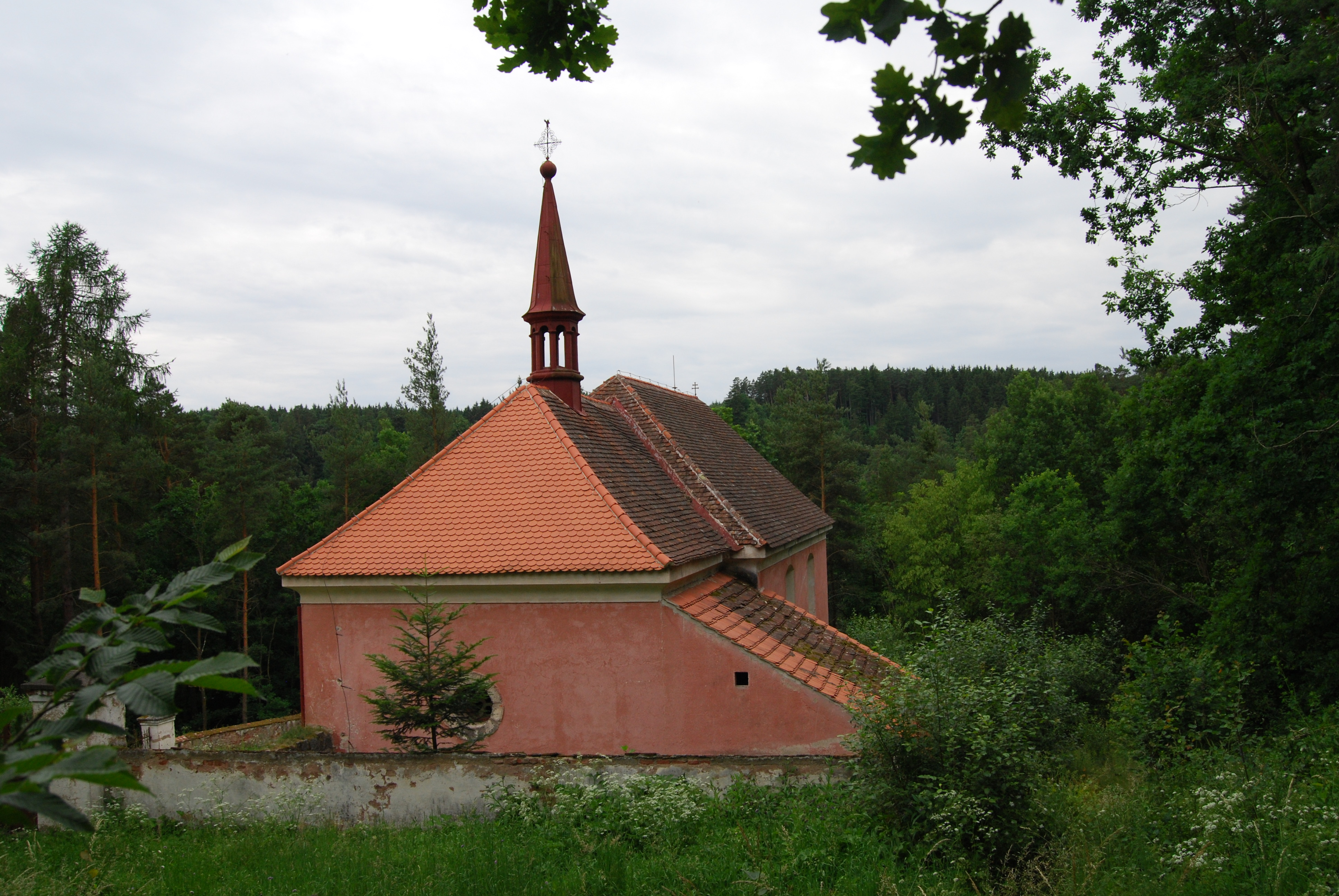
Pohled z východu
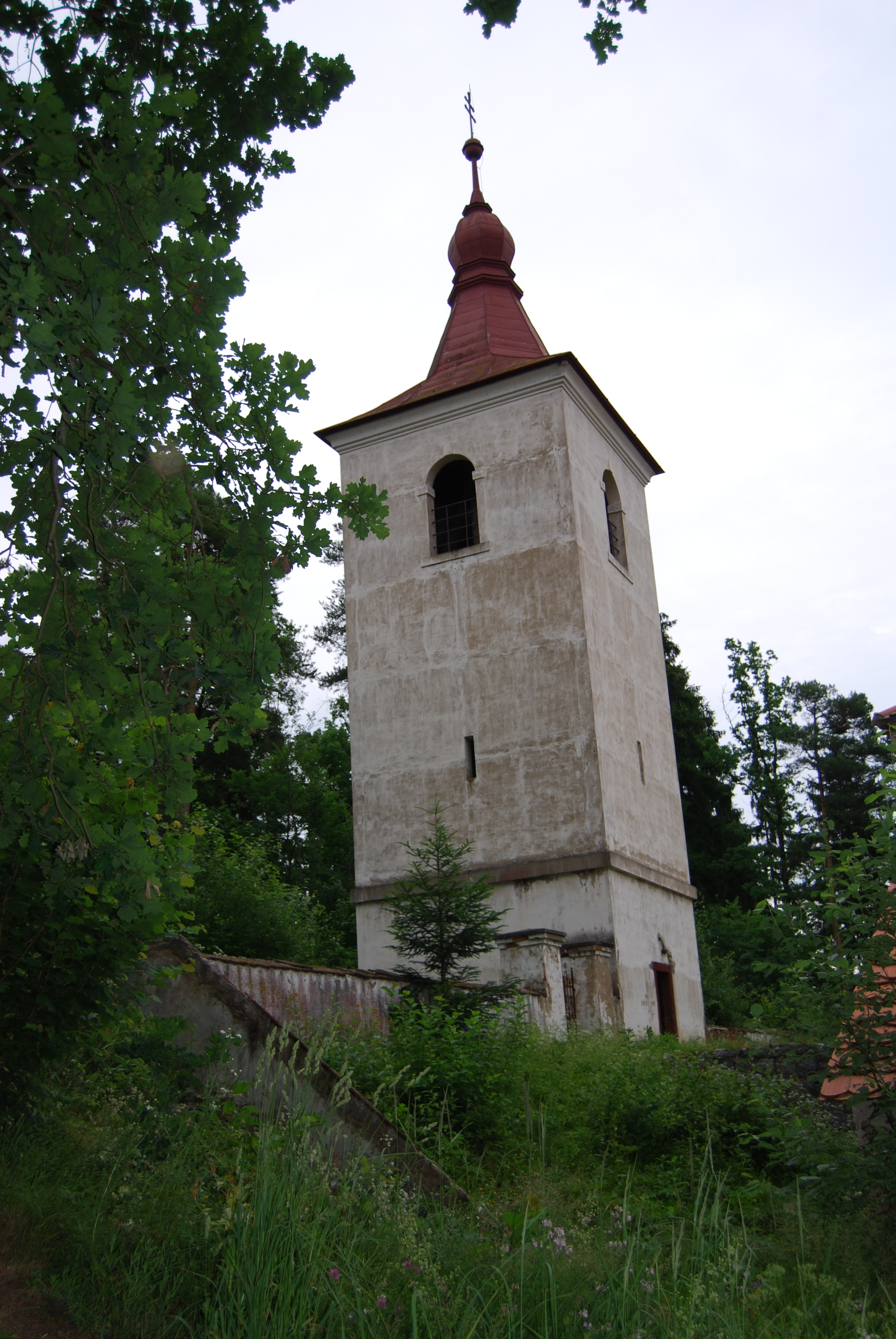
Replika barokní zvonice
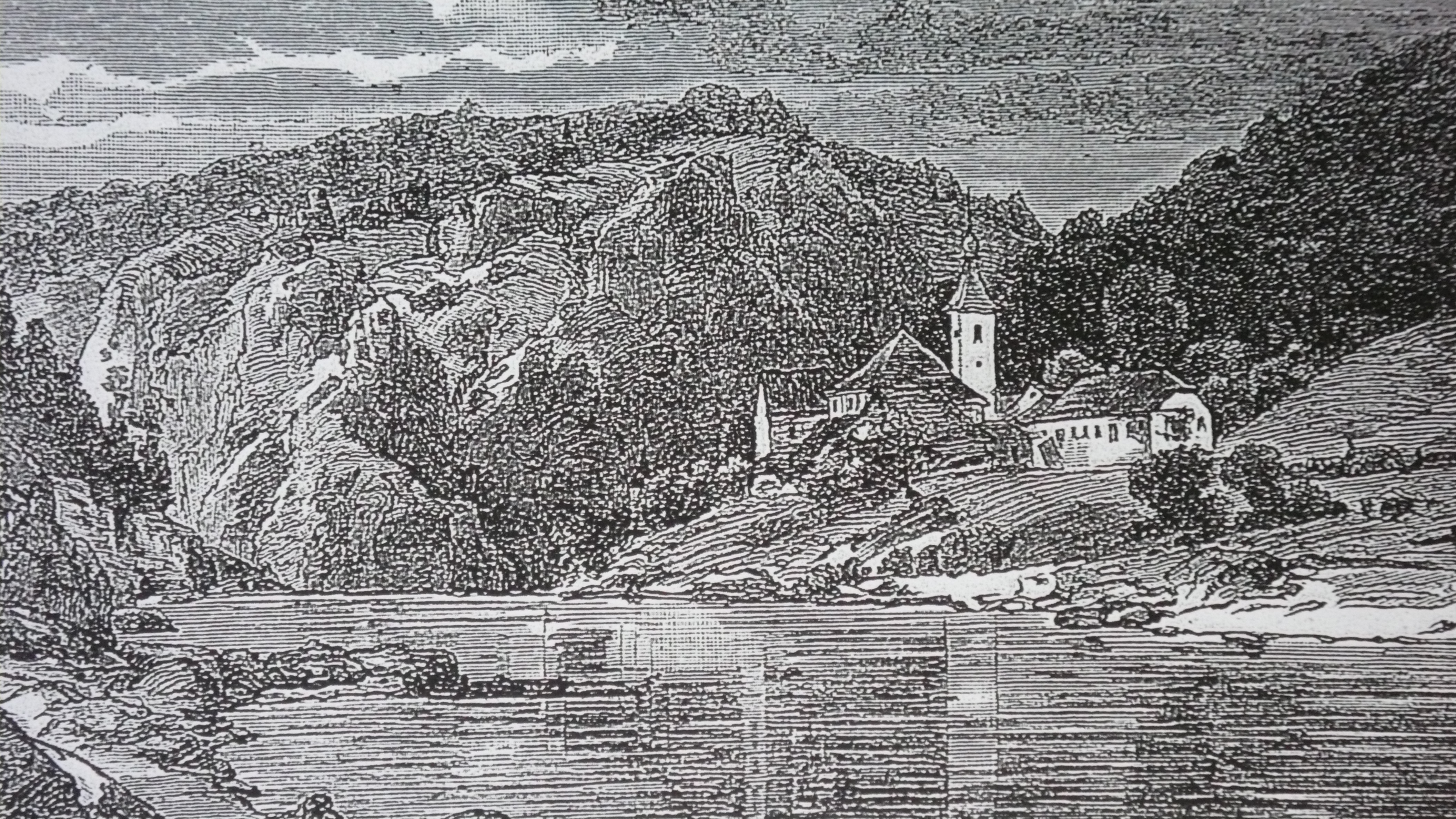
Kostel sv. Bartoloměje, fara a škola na xylografii Antonína Lewého